# Cecilia Arizti
Cecilia Arizti (La Habana, 28 de octubre de 1856-La Habana, 30 de junio de 1930) fue una compositora, pianista y educadora musical cubana. Se familiarizó con todos los estilos y las formas de la música universal europea de su tiempo.

## Biografía
Cecilia Arizti Sobrino nació en el barrio La Loma del Ángel (en la ciudad de La Habana), hija de Teresa Sobrino y del pianista Fernando Arizti (1828-1888) ―quien había estudiado piano con el francés Juan Federico Edelmann (el líder del romanticismo europeo en Cuba), quien fue también maestro del pianista cubano Manuel Saumell (1817-1870)―.
Cecilia Arizti tuvo dos hermanas, llamadas María Teresa y Felicia. Desde muy niña, su padre le enseñó a tocar partituras de los clásicos. A los ocho años compuso un Ave María y una mazurca, que su padre escribió en pentagramas.
Aprendió teoría y solfeo con el maestro de piano Francisco Fuentes, quien le enseñó a tocar obras de Wolfgang Amadeus Mozart, Ludwig van Beethoven y Franz Liszt.
A los doce años de edad empezó a estudiar con el pianista, compositor y pedagogo cubano Nicolás Ruiz Espadero, quien había sido alumno de Fernando Arizti (el padre de Cecilia).
Él la estimuló en dedicarse por entero a la composición de música europea.

## Juventud
A los dieciocho años de edad empezó a producir algunas obras de música académica. Toda su vida se desenvolvió en un ambiente artístico e intelectual excepcional. La casa de sus padres, en la calle Tulipán n.º 14, entre calles Santa Catalina y Falgueras, en el Cerro (barrio del centro-sur de La Habana) era famosa en su época por sus frecuentes veladas artísticas, donde Arizti se relacionó estrechamente con figuras musicales e intelectuales cubanas y extranjeras.
Después de completar sus estudios, Arizti actuó como pianista de concierto en Cuba y Estados Unidos. Se convirtió en profesora de piano en el Conservatorio Peyrellade, y publicó un manual de técnica pianística.
En La Habana del siglo XIX descollaron algunas mujeres músicas: en la primera mitad del siglo XX eran distinguidas la arpista Asunción Montalvo y las pianistas Dolores Espadero (esposa del pianista Nicolás Ruiz Espadero), María Peñalver y Luisa O’Farrill. En la segunda mitad del siglo, se destacaron las pianistas Angelina Sicuoret (1880-1945) y Natalia Broch. Entre todas esas músicas, la más reconocida fue Cecilia Arizti.
Ofrecía conciertos en la sala de Anselmo López y en el Centro Gallego de la Ciudad de La Habana.
A partir de 1887 publicó en Nueva York y en París (Francia) una serie de composiciones para piano: dos Scherzos, Nocturno, Reverie, Impromptu, y una Danza.
El 20 de noviembre de 1893 (a los 37 años de edad) estrenó en el salón López (en La Habana) su Trío de cámara para piano, violín y violonchelo, junto con el violinista Rafael Díaz Albertini y el violonchelista Rafael Ortega. Es una de sus obras más conocidas.
y la primera obra en su género escrito por una mujer cubana.
En 1896 ―residiendo en la ciudad de Nueva York―, se presentó en el Carnegie Hall.
En campo de la enseñanza escribió un manual de ejercicios para el piano (Veinte ejercicios diarios para piano). Se ganó la vida dando clases particulares y en el conservatorio de Carlos Peyrellade, en La Habana.
El pianista y organista José Echaniz (Azcoitia, Guipúzcoa, España, 1860 - Guanabacoa, 5 de diciembre de 1926), que había llegado a Cuba en 1877 y se estableció en Guanabacoa, fundó en esa ciudad la Academia Arizti (en 1916).

## Estilo compositivo e interpretativo
A excepción de algunas obras ―como el Trío de cámara para piano, violín y violonchelo―, concibió toda su obra para piano solista, instrumento que dominaba a la perfección.
En su obra se percibe claramente la influencia de Frederic Chopin (1810-1849) y Robert Schumann (1810-1856) y de otros compositores de principios del siglo XIX.

Sus melodías son construidas sobre muchas secuencias, cromatismos, grandes saltos interválicos. En ella predominan las formas generales de movimiento, lo que le permite plantear una inestabilidad armónica. [...] Forma parte de ese valioso e inmenso tesoro que es la historia musical cubana del siglo XIX.
Mariana Hevia (musicóloga)

La tendencia reomántico-europeizante de Espadero tuvo continuadores en Cuba. Su discípula, Cecilia Arizti (hija del pianista del mismo apellido), publicó en Nueva York, en 1877, una serie de composiciones para piano: dos Scherzi, Nocturno, Mazurca, Reverie, Impromptu, Barcarola, Romanza, Vals lento, Valse brillante, y una Danza. El estilo de Cecilia Arizti era más castigado que el de Espadero y solía ignorar el virtuosismo tan presente en su época. El Nocturno es de una rara delicadeza. Desgraciadamente, Cecilia Arizti, como su maestro, era víctima de su afán de trabajar de acuerdo con los «buenos ejemplos» propuestos por su época. Limitaba sus posibilidades por complejo de inferioridad. La influencia de Rubinstein ―entonces uno de los dioses del día― estaba demasiado próxima. Solo vemos a la compositora tal como hubiera podido ser, cuando escribe páginas llanas, simples, de un sabor romántico atenuado, que hace pensar ―curiosa pero real coincidencia― en el Adagietto de Les Biches de Poulenc.
Alejo Carpentier, La música en Cuba

## Fallecimiento
Falleció el 30 de junio de 1930 en la Ciudad de La Habana.

## Obras
Arizti compuso obras para piano, en estilo romántico europeo.
- Andante religioso.
- Balada fúnebre.
- Balada.
- Barcarola (opus 6).
- Berceuse.
- Campesina.
- Caprici (Caprichos).
- Danza.
- Danza fantástica.
- Dos ejercicios para piano.
- Ejercicios diarios para piano.
- Impromptu (opus 12).
- Impromptu en fa menor.
- Improvisación.
- Mazurcas.
- Nocturno (opus 13).[10]
- Reverie (opus 16).
- Romance.
- Romanza romántica para violín y piano.
- Romanza.
- Romanzas caprichos.
- Scherzo (opus 10).
- Scherzo (opus 17).[11]
- Tercer scherzo.
- Trío de cámara para piano, violín y violonchelo.
- Vals brillante.
- Vals lento (opus 8).
- Veinte ejercicios diarios para piano (manual de técnica pianística).